# Clidemia pilosa
Clidemia pilosa är en tvåhjärtbladig växtart som beskrevs av Pav. och David Don. Clidemia pilosa ingår i släktet Clidemia och familjen Melastomataceae.
Artens utbredningsområde är Peru. Inga underarter finns listade i Catalogue of Life.